# Шкарупа Інга
І́нга Шкару́па (* 1981) — українська гімнастка. Майстер спорту України міжнародного класу (1997). Чемпіонка України; призерка чемпіонатів світу та Європи.

## З життєпису
Народилась 1991 року в Тернополі. Бронзова призерка чемпіонатів Європи та Світу, багаторазова чемпіонка України. Вихованка тернопільської комплексної ДЮСШ № 2; тренерка — Тетяна Севастьянова-Геращенко.
Чемпіонат світу зі спортивної гімнастики-1999 — срібна нагорода.
Від 2000 року мешкає у США — в Орландо (штат Флорида). Працює в цирку «Cirque Du Soleil». Здійснює по два шоу в день.
З 2007 року проводиться відкритий чемпіонат Тернопільської області зі спортивної гімнастики на Кубок Майстра спорту міжнародного класу Інги Шкарупи.